# 吉延忠義
吉延 忠義（よしのぶ ただよし、1974年6月15日 - ）は、地方競馬の福山競馬場・濱田輝和厩舎に所属していた元騎手である。広島県出身。勝負服の柄は胴白・緑山形一本輪・袖黄・緑縦縞→青・黄一文字。

## 来歴
福山競馬場・石黒剛太厩舎に所属し、1992年10月24日第11回福山競馬1日目第9競走広島県馬主会会長賞でアラエスアロー（10頭立て8番人気6着）に騎乗しデビュー。同年11月14日第12回福山競馬4日目第4競走でジユウジミノル（8頭立て1番人気）に騎乗し初勝利。
2002年10月20日第11回福山競馬4日目第10競走第26回鞆の浦賞をマルサンウィザードで勝利（10頭立て6番人気）し、重賞初制覇。
2007年3月18日第19回福山競馬2日目第7競走サラ系一般戦C24をチアズファインで勝利（9頭立て1番人気）し、地方競馬通算700勝を達成。
同年の6月16日第5回福山競馬1日目第9競走広島県馬主会会長賞でシルプライドに騎乗（10頭立て3番人気2着）したのを最後に引退。
地方通算成績は6955戦704勝・2着719回・3着749回・勝率10.1%・連対率20.5%。

## 主な騎乗馬
- マルサンウィザード（2002年鞆の浦賞）
- ミスマーキュリー（2004年福山3歳牝馬特別）